# Romain Fondard
Romain Fondard (* 25. Januar 1984) ist ein französischer Radrennfahrer.
Fondard wurde im Jahr 2000 französischer Meister im Cyclocross der Jugendklasse. In der U23-Klasse belegte er 2004 den dritten Platz.
Auf der Straße gewann er in der Saison 2004 gewann er die dritte Etappe von Kreiz Breizh Elites, 2005 das Eintagesrennen Grand Prix Waregem und 2009 eine Etappe der eine Etappe der Tour of Southland. In den Jahren 2009 und 2010 fuhr er für das UCI ProTeam Lotto-Bodysol.

## Erfolge
2000
- Französischer Meister – Cyclocross (Jugend)

2004
- Französischer Meisterschaft – Cyclocross (U23)
- eine Etappe Kreiz Breizh Elites

2005
- Grand Prix Waregem

2009
- eine Etappe Tour of Southland

## Teams
- 2008 Groupe Gobert.com
- 2009 Lotto-Bodysol
- 2010 Lotto-Bodysol